# Youjun
Youjun är en köping i Kina. Den ligger i provinsen Sichuan, i den sydvästra delen av landet, omkring 370 kilometer sydväst om provinshuvudstaden Chengdu. Antalet invånare är 14 501. Befolkningen består av 6 976 kvinnor och 7 525 män. Barn under 15 år utgör 20,0 %, vuxna 15-64 år 70 %, och äldre över 65 år 9,0 %.
Genomsnittlig årsnederbörd är 1 324 millimeter. Den regnigaste månaden är juli, med i genomsnitt 315 mm nederbörd, och den torraste är januari, med 4 mm nederbörd.